# Torcé-Viviers-en-Charnie
Torcé-Viviers-en-Charnie là một xã thuộc tỉnh Mayenne trong vùng Pays de la Loire tây bắc nước Pháp. Xã này nằm ở khu vực có độ cao trung bình 200 mét trên mực nước biển.